# Strömsund
63°50′59.096″N 15°33′53.568″Ø / 63.84974889°N 15.56488000°Ø
 For alternative betydninger, se Strömsund (flertydig). (Se også artikler, som begynder med Strömsund)
Strömsund er en by i Jämtlands län i landskapet Jämtland i Sverige. Den er administrationsby i Strömsunds kommun og i 2010 havde den 3.589 indbyggere. 
Strömsund ligger cirka 100 kilometer nord for Östersund. Den ligger ved Russfjärden i Ströms Vattudal. Europavej 45 krydser via Strömsundsbron (indviet i 1956) over Ströms Vattudal, midt i byen.